# 白砂镇
白砂镇是中国福建省龙岩市上杭县下辖的一个镇。白砂镇的东面为溪口乡，南面为茶地乡和泮境乡，西面为临城镇，北面为旧县乡和蛟洋乡。

## 行政区划
白砂镇共辖22个村委会，分别是：
中洋村、梧岗村、梧田村、塘丰村、大田村、大金村、扶福村、朋新村、樟黄村、岭背村、大科村、长锦村、丰源村、上早村、下早村、碧沙村、官洋村、茜黄村、嫩洋村、东塘村、军桥村、洋乾村。

## 交通
白砂镇主要交通有省道308线。

## 文化
白砂镇大金村水竹洋是客家木偶戏的发源地，白砂镇也因此被列为“福建省民间文化艺术之乡”。

## 友好乡镇
2007年，白砂镇与莆田市荔城区镇海街道结为友好乡镇。